# 贵概县 (缅甸联邦第一特区)
贵概县是缅甸联邦第一特区下辖的一个县，位于缅甸联邦第一特区西部，县治贵概区贵概镇。
贵概县东临勐古县，南接木邦县，与木邦、勐古并称江西三县。

## 历史
2015年以来，缅甸民族民主同盟军在贵概一带开始活动。约2022年，设立贵概县。
1027行动开始后，同盟军稳固了对贵概部分地区的统治。

## 行政区划
贵概县下辖5个区：
- 贵概区[2]：
- 大勐宜区[3]：
- 南帕嘎区[4]：
- 南坎区[5]：蛮扎乡[6]
- 木姐区：105码乡